# Huang Zhihong
Huang Zhihong (chinês:黄志红; Lanxi, 7 de maio de 1965) é uma ex-atleta chinesa especializada no arremesso de peso.
Primeira asiática a conquistar uma medalha de ouro no Campeonato Mundial de Atletismo, ela é bicampeã mundial da prova, vencendo em Tóquio 1991 e Stuttgart 1993.  Também foi medalhista de prata nos Jogos de Barcelona 1992.